# Gaetano Piepoli
Gaetano Piepoli (Bari, 21 novembre 1947) è un politico italiano.

## Biografia
È nato il 21 novembre 1947 a Bari, ed ivi risiede.
Laureato in Giurisprudenza con 110/110 e lode nel giugno 1970, è Professore ordinario di Diritto Privato presso la Facoltà di Giurisprudenza di Bari dal 1980. È stato Preside della medesima Facoltà dal 1985 al 1988. È stato Presidente della Fiera del Levante dal 1988 al 1994: si è dimesso da tale carica con la Presidenza del Consiglio Berlusconi. Ha ricoperto il ruolo di Presidente dell'IPRES ( Istituto Pugliese di Ricerche Economiche e Sociali) dal 2006 al 2008. È stato Componente del Consiglio di Amministrazione della Fondazione Cassa di Risparmio di Puglia dal 2001 al 2011.
È stato componente del Nucleo di Valutazione dell'Università di BARI (2003-2008).
È autore di numerosi saggi e monografie, anche di diritto comparato (con specifico riferimento al diritto tedesco e francese), sui diversi settori del diritto privato della persona e dei gruppi e del diritto dell'economia. Ha svolto lunghi soggiorni di studio presso il MAX-PLANCK-Institut per il diritto comparato di Amburgo.
Da sempre impegnato nell'associazionismo. Ha fatto parte dall'Ufficio Politico regionale del PD della Puglia negli anni 2011-2012.
È stato - insieme a Riccardi Montezemolo Bonanni Olivero Dellai – tra i promotori dell'appello per la “Terza Repubblica” (ottobre 2012).
È candidato alla Camera dei Deputati al n.2 della lista “Scelta civica con MONTI” nella Circoscrizione PUGLIA alle elezioni politiche del 2013 viene eletto deputato della XVII legislatura della Repubblica Italiana nella circoscrizione XXI Puglia per Scelta Civica per l'Italia. Il 10 dicembre 2013 aderisce al gruppo parlamentare Per l'Italia.